# Леки крайцери тип „Белфаст“
Белфаст (на английски: Belfast) са тип британски леки крайцери на Британския Кралски флот, от времето на Втората световна война. Всичко от проекта са построени 2 единици: „Белфаст“ (на английски: HMS Belfast (C35)) и „Единбург“ (на английски: HMS Edinburgh (16)). След войната са обединени с крайцерите тип „Глостър“ и типа „Саутхемптън“ в тип Town. Стават развитие на леките крайцери от типа „Глостър“. Най-съвършените леки крайцери на британския флот.

## История на създаването
Всичко започва с това, че флотът на Страната на изгряващото слънце поръчва четирите крайцера от типа „Могами“, които при стандартна проектна водоизместимост от 9500 дълги тона носят 15 155-мм оръдия, 100 мм бордови пояс и защита на артилерийските погреби с дебелина от 140 мм. При това те декларират, че стандартната водоизместимост на крайцерите е 8500 д. тона. Формално тези крайцери се считат леки, но по сила се оказват съпоставими с тежките.

## Конструкция
Корпусът на крайцери те има класическа полубачна конструкция с наклонен форщевен и крайцерска кърма. Обводите са характерните за британската школа в корабостроенето: кръгоскулови с характерна чупка. Полубакът заема около 45%. Наборът на корпуса е по надлъжната схема.
Конструкцията на крайцерите в основата си повтаря конструкцията на „Саутхемптън“, но машинните и котелните отделения са изместени към кърмата и корпуса е по-дълъг със 7 m по сравнение със 180 m (592 фута) на „Саутхемптън“. Обводите на корпуса са кръглоскули, с ярко изразена скулова чупка в носовата част. Корпусът е разделен от напречни водонепроницаеми прегради на 15 отсека, конструктивна противоторпедна защита няма. На протежение на цялата дължина на корпуса има двойно дъно, а в района на погребите – тройно. Височината на надводния борд при нормална водоизместимост е 9,45 m в носа (против 9,33 m за крайцера „Глостър“) и едва 4,95 m на мидъла и 5,56 m в кърмата.
Типът „Белфаст“, първоначално е разчетен за шестнадесет 152 mm оръдия в четири четириоръдейни кули. От тази идея скоро се отказват и се връщат към четирите триоръдейни кули, макар и с подобрена конструкция, което позволява да се намали разчета и да се увеличи скоростта на подаване на боеприпаси. Икономисаните тонове са отделени за четири допълнителни 102 mm зенитни оръдия, при това между тях са поместени и леко бронирани укрития за прислугата, осемцевен „Пом-Пом“ и допълнителна бронева защита. Палубния настил е от твърд вид дървесина, с произход остров Борнео.
Стандартната водоизместимост съставлява 10 069 дълги тона, пълната – 12 672 .
Спасителните средства се състоят от три моторни катера с дължина 11 m, един моторен катер с дължина 8 m, един моторен 11-метров полубаркас, два ветрилно-гребни 10-метрови катера, два 8-метрови велбота, едно 5-метрово моторно динги и две 4-метрови динги. Освен това крайцерите носят и спасителни салове тип Карли.
Леките крайцери от типа „Белфаст“ имат три безщокови котви конструкция на Байерс с маса 5588 kg (две основни и една резервна), един кърмови стоп-анкер Адмиралтейски тип с маса 711 kg и един верп Адмиралтейски тип с маса 508 kg.

### Въоръжение

#### Артилерийско въоръжение
Артилерийското въоръжение на крайцерите тип „Белфаст“ включва дванадесет 152 mm и още толкова 102 mm оръдия.
152 mm оръдия Мк-XXIII с дължина на ствола от 50 калибра са оръдия на главния калибър за всички британски леки крайцери от предвоенната постройка, започвайки с „Леандър“. Първоначално те са поставяни в двуоръдейни кули Мк-XXI („Леандър“, „Сидни“, „Аретуза“), а след това в триоръдейните кули Мк-ХХII (тип „Саутхемптън“) и Мк-XXIII („Белфаст“, „Фиджи“), с минимално разстояние между осите на оръдията при нулев ъгъл на възвишение от 1,98 m. Особеност при британските триоръдейни кули е изместването на средния ствол назад с 0,76 m, за да се предотврати разсейването на снарядите от взаимното влияние на дулните газове при пълните залпове. Живучестта на ствола съставлява 1100 – 2200 изстрела. За 152-mm оръдия се използват два типа снаряди – полубронебоен с балистично калпаче и фугасен. Масата на двата е равна на 50,8 кг, телгото на взривното вещество в първия е 1,7 кг (3,35 %), във втория – 3,6 кг (7,1 %). Има два вида заряди – нормален (13,62 кг) и безпламенен (14,5 кг). При използването на който и дае началната скорост на снаряда е равна на 841 m/s, а максималната далечина на стрелбата при ъгъл на възвишение от 45° е 23 300 m. Вместимостта на погребите е 200 снаряда на оръдие. Диапазонът ъгли, при които се осъществява зареждането е от −5 до 12,5°. Скорострелността съставлява до осем изстрела в минута, но тя повече зависи от скоростта на подаване, която например при „Белфаст“ и „Фиджи“ е по-голяма отколкото при „Саутхемптън“ и „Глостър“. Като наследство от четириоръдейната кула „Белфаст“ получават три подемника всеки с производителност от 12 снаряда в минута и три податъчни тръби всяка с производителност 12 заряда в минута, подаващи боеприпасите направо от погребите в кулата.
Голямокалибрената зенитна артилерия се състои от дванадесет 102 mm оръдия Мк-XVI в сдвоени палубни установки Мк-XIX. Дължината на ствола на оръдието съставлява 4572 mm (45 калибра), теглото, заедно със затвора е 2042 kg. В установката Мк-XIX двата ствола се намират в една люлка, разстоянието между осите на оръдията е 53,3 cm, максималния ъгъл на възвишение е 85°. Маса на снаряда – 15,88 kg; далечина на стрелбата при ъгъл на възвишение 45° съставлява 18 150 m, досегаемостта по височина – 11 890 m, скорострелност – 20 изстрела в минута, макар практическата да е по-ниска: около 12 – 15 изстрела. Първоначално по-високите, отколкото на предшествениците, характеристики на оръдията снижават живучестта до 600 изстрела, но след започване на използването на новите безпламенни барути тя нараства до 1800 изстрела.
Зенитното въоръжение съставляват две четирицевни 12,7-mm картечници, Vickers .50 и два осемстволни Пом-пома. Двуфунтовият автомат „Викерс“ Mk.VII се явява развитие на модела Mk. I, създаден още през Първата световна война, двата модела се наричат „пом-пом“ заради характерния звук, издаван при изстрел, той има същата дължина на ствола от 40,5 калибра и осигурява на новия 764-грамов HV снаряд начална скорост от 732 m/s (старият „Пом-пом“ използва 907 грамовите LV снаряди с начална скорост от 585 m/s). Той има ефективна досегаемост по височина от 1700 ярда (1550 m) вместо не много голямата от 1200 ярда (1100 m) на стария, макар и това да не е много, но отчасти се компенсира с високата – 100 изстрела/минута на ствол скорострелност, позволяваща да се развива висока плътност на огъня. Управлението на стрелбата се води с помощта на зенитни директори с 1,22-m далекомери. Освен това има две 7,69-mm картечници Викерс.
На въоръжение на десантните партии има 16 ръчни картечници (шест „Брена“ и десет „Люиса“).
И, най-накрая, в мирно време, в състава на въоръженията на крайцерите влизат трифунтовите (47-mm) салютни оръдия Хочкис, създадени през 80-те години на 19 век във Франция и поставяни на големите кораби изключително с представителни функции.

#### Авиационно въоръжение
Авиационното въоръжение през 30-те години се счита за важна част от бойната мощ на големия надводен кораб. Типът „Белфаст“, както и при предшествениците му, има три хидроплана „Supermarine Walrus“. Два от тях съхранявани със сгънати крила в отделни хангари в носовата надстройка, третият – на катапулта. Катапултът D-1H е барутен, с дължина 28 m. Качването на самолетите на борда става с два 7-тонни електрически крана, поставени побордно отзад на катапулта. С навлизането сред крайцерите на радиолокациията необходимостта от бордовите разузнавачи отпада и от средата на войната авиационното оборудване се демонтира от крайцерите.

#### Торпедно въоръжение
Крайцерите са въоръжени с два тритръбни торпедни апарата TR-IV калибър 533 mm, поставени на горната палуба по бордовете, в средната част на кораба. Боекомплектът им се състои от 12 533 mm торпеда. Резервните торпеда (парогазовите Мк-IX) се съхраняват в помещение между апаратите, защитено от 16 mm стоманени плочи. На крайцерите се използва само един режим за хода на торпедата – 9,6 km на 36 възела.
„Белфаст“ е един от малкото големи кораби в периода на Втората световна война, който използва своето торпедно оръжие в бой (през декември 1943 г. по „Шарнхорст“). Торпедните апарати са демонтирани в хода на основната модернизация през 1955 – 1959 г.

### Брониране
Теглото на цялата броня, без бронята на кулите, съставлява 18,6% от стандартната водоизместимост. По сравнение със „Саутхемптън“ е променена схемата на защита: 114 mm броне пояса става значително по-дълъг, което позволява да се откажат от локалното брониране на погребите. Поясът слиза под водолинията на 91 cm, а по височина достига до главната палуба (в района на машинно-котелните отделения – до горната палуба). Напречните траверси са с еднаква дебелина – 63 mm, броневата палуба – 50 mm и 76 mm в района на погребите за боезапаса на носовите и кърмовите кули. Рулевия механизъм отгоре е защитен от 50 mm на главната палуба, а странично – от 25 mm кутия. Усилено е бронирането на барбетите – сега над палубата дебелината им от страните на бордовете съставлява 102 mm (51+51), а в носа и кърмата – 51 mm (25+25), зад борда, до броневата палуба, тяхната дебелина от страната на бордовете съставя 51 mm, а по носа и кърмата – 25 mm. Кулите имат дебелина 102/51/51 mm – чело/борд/покрив.

### Енергетична установка
Главната енергетична установка се състои от четирих турбозъбни агрегата „Парсънс“ и четири триколекторни парни котела Адмиралтейски тип. Всички котли имат паропрегреватели, подгреватели на горивото и въздуха.. Схемата е ешелонна; котлите са разположени по двойки в две котелни отделения, ТЗА – в две машинни. Работното налягане на парата в котлите е 24,61 kg/cm² (24,29 atm), а температурата ѝ 343°С, нормалното време за подготовка към поход е около 4 часа. Проектната далечина на плаване съставлява 10 000 морски мили при ход 16 възела и 12 200 мили на ход дванадесет възела. Всяко котелно отделение е оборудвано с четири турбовентилатора, които създават свръхналягане от 241,3 mm воден стълб. По сравнение с крайцерите тип „Леандър“ и „Аретуза“ „Тауните“ имат по-икономични, макар и по-тежки агрегат „крайцерски тип“. Три турбини (за високо, ниско налягане с предавка за заден ход и крайцерска турбина) и редуктор съставляват самия турбозъбчат агрегат. Турбината за крайцерската скорост е разположена преди ТВН и се съединява с нея с вал през редуктор с хидравлична муфа, която се изключва при пълен ход. Мощността и честотата на въртене са следните:
- ТВН – 9400 к.с. при 3350 rpm (об/мин.)
- ТНН – 10 600 к.с. при 2400 rpm.
- ТКХ – 5000 к.с. при 6400 rpm.

Проектната мощност съставлява 80 000 к.с. при честота на въртене на винтовете от 300 rpm, което трябва да подсигури скорост на хода (при пълно натоварване) от 31 възела, максималната скорост при стандартна водоизместимост трябва да съставлява 32,25 възела.
Максималната скорост при чисто дъно само с крайцерските турбини съставлява 23 възела, с разход на гориво 7,5 t/h, което съответства на далечина на плаване от 6141 мили.
На ходовите изпитания, през май 1939 г., „Единбург“, при водоизместимост от 10 550 дълги тона (близки до стандартната), развива скорост от 32,73 възела при мощност от 81 630 к.с. „Белфаст“ при водоизместимост от 10 420 д.тона показва съответствено 32,98 възела и 81 140 к.с.
Крайцерите имат две независими електрически системи – за променлив и постоянен ток. Основната силова система за напрежение от 220 волта на постоянен ток се използва за осветление, задвижване на вентилаторите, силовите електродвигатели, отоплението. Мрежата на променливия ток захранва жирокомпаса, системата за управление на огъня, радиооборудването и „АСДИК“.
Електроенергията се произвежда от два турбогенератора с мощност по 350 kW и един от 400 kW. Мрежата постоянен ток се захранва от два дизелгенератора с мощност по 300 kW; третия (50 kW) се използва като авариен. Аварийното осветление работи на акумулаторни батерии.

## История на службата
„Белфаст“ – заложен на 10 декември 1936 г., спуснат на вода на 17 март 1938 г., влиза в строй на 3 август 1939 г.
„Единбург“ – заложен на 29 декември 1936 г., спуснат на вода на 31 март 1938 г., влиза в строй на 6 юли 1939 г.

## Оценка на проекта
Сред британските леки крайцери от междувоенната постройка крайцерите от типа „Белфаст“ изпъкват с това, че в този проект бойните качества явно преобладават над крайцерските. По мощ на въоръжението и бронева защита те са лидер в своя клас във флота на „владетелката на моретата“.
Общото тегло на бронята съставлява 18,6% от стандартната водоизместимост, което е повече отколкото при „Саутхемптън“ – 17,7% и „Леандър“ – 11,7%. При американските крайцери този показател също е по-нисък: при „Бруклин“ – 15% (18,5%), „Кливланд“ – 13,18%, на последния системата за защита „всичко или нищо“ е доведена до абсурд. Бронирането на съветския крайцер „Максим Горький“ има примерно същото относително тегло от 18,75% (1536 тона), но при това е по-малко рационално разпределено, при италианския крайцер „Дука д’Аоста“ е 1670 тона или 20%. Скоростта на „Белфаст“ съответства на британския стандарт, но чувствително отстъпва на скоростта на съветските, италианските и японските крайцери. Далечината на плаване в британския флот традиционно е по-голяма. По този показател „Белфаст“ превъзхожда крайцерите от всички други страни (с изключение на американските), но сред своите „съотечественици“ не изпъква нито в по-добра, нито в по-лоша посока. Към недостатъците на „Белфаст“ следва да се отнесат неудачната система за подаване на боеприпасите за 102 mm зенитки, а също и понижената устойчивост по сравнение с типа „Глостър“. Макар сред съпоставимите крайцери британците да са едни от най-евтините в света, строителството на „Белфаст“ излиза 2,141 млн. фунта, (при курс от 0,2£ за долар на САЩ) последният „бруклин“ струва 25 млн. $, контрактната стойност на всеки крайцер тип „Могами“ съставлява 24,9 млн. йени(при курс 4,2675 йени за долар), за Британия те са прекалено скъпи (строителството на „Белфаст“ струва примерно 300 хил. фунта повече, отколкото строителството на тежкия крайцер от типа „Каунти“). Създаденият след „Белфаст“ по-компактен „Фиджи“ при аналогично въоръжение е с 2 хил. t по-лек, като влошаването на бойните му качества (брониране, далечина на плаване) и намаляване на резерва за последваща модернизация се смятат за с малозначни.

## Коментари
1. ↑  Всички данни се привеждат към 1939 г.
2. ↑  При британските крайцери в теглото на бронята не влиза теглото на бронята на кулите.